# Асоціація міст України
Асоціа́ція міст Украї́ни (АМУ) — всеукраїнська асоціація органів місцевого самоврядування, що представляє позицію та захищає інтереси місцевого самоврядування, веде від імені громад діалог з органами державної влади на всіх рівнях. Створена 1992 року за ініціативи міських голів. Член Ради європейських муніципалітетів та регіонів. Учасник впровадження децентралізаційної реформи в Україні.
Станом на 2 грудня 2024 року до складу АМУ входить 1071 територіальна громада. Регіональні відділення діють у всіх областях України.
На клопотання АМУ Указом Президента України 7 грудня встановлено День місцевого самоврядування.

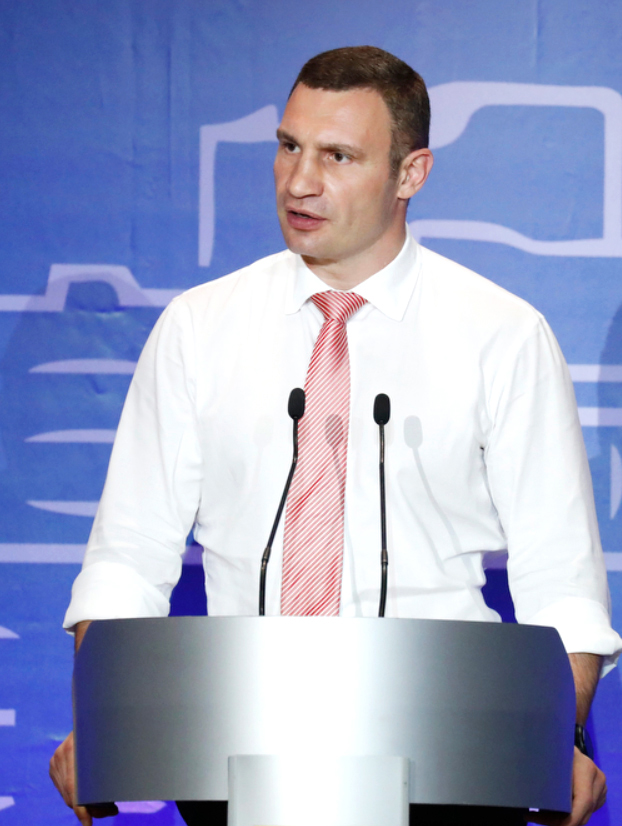
Голова Асоціації міст України Віталій Кличко

Голова АМУ — Кличко Віталій Володимирович (з 23 січня 2016 року).
Виконавчий директор АМУ — Слобожан Олександр Володимирович (з 24 квітня 2017 року).

## Історія АМУ

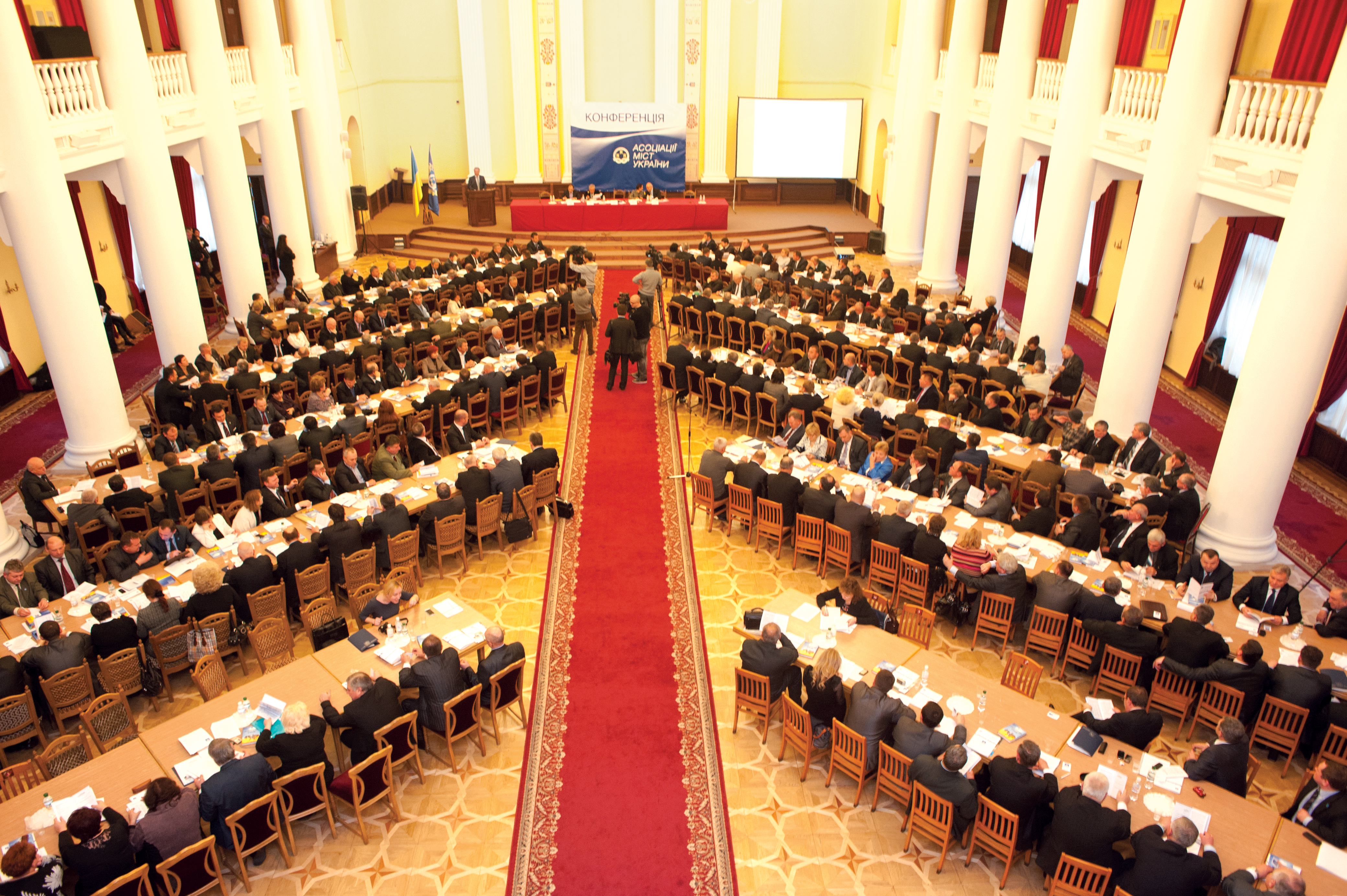
Звітно-виборча конференція Асоціації міст України 4.12.2012

26 червня 1992 року у м. Дніпропетровську відбулися Установчі збори керівників міських рад, на яких прийнято рішення про створення Асоціації рад народних депутатів міст України базового рівня, в подальшому — Асоціації міст України. До її складу увійшло 35 міст. Президентом Асоціації обрано Валерія Пустовойтенка, голову Дніпропетровської міської ради.
1995 року прийнято новий статут, що передбачав оновлення назви на «Асоціацію міст України» та статус всеукраїнської недержавної організації, створено виконавчий орган АМУ — виконавчу дирекцію.
1996 року АМУ долучилася до розробки положень ХІ розділу Конституції України «Місцеве самоврядування» (прийнято 28 червня 1996 року), виступила ініціатором підписання Україною Європейської Хартії місцевого самоврядування (підписано 7 листопада 1996 року).
1997 року АМУ брала участь у розробці Закону України «Про місцеве самоврядування в Україні» (прийнято 21 травня 1997 року). 27 червня 1997 року на Загальних зборах Асоціації міст України було прийнято Хартію українських міст, базою якої стали основні положення Європейської Хартії місцевого самоврядування.
2000 року з ініціативи АМУ Указом Президента України 7 грудня визначено Днем місцевого самоврядування.
2002 року АМУ стала членом Ради Європейських Муніципалітетів та Регіонів (CEMR).
2003 року завершилося створення мережі регіональних відділень АМУ, які діють в усіх областях України. У квітні 2003 року з ініціативи АМУ вперше в Україні проведено парламентські слухання з питань місцевого самоврядування.
2009 року прийнято Закон України «Про асоціації органів місцевого самоврядування», згідно з яким АМУ отримала статус Всеукраїнської асоціації органів місцевого самоврядування з правом представляти інтереси своїх членів на консультаціях з органами державної влади.
2013 року введено в дію Автоматизовану систему муніципальної статистики (АСМС), якою користуються всі члени АМУ.
2014 року прийнято Концепцію реформи місцевого самоврядування та територіальної організації влади в Україні, в основу якої лягла Концепція, розроблена Асоціацією та схвалена Правлінням АМУ. Прийнято зміни до Бюджетного та Податкового кодексів України, до розробки яких долучилася Асоціація міст України, та завдяки яким розпочалася бюджетна децентралізація.
2016 року АМУ ініціювала акцію «Децентралізаційний марафон», що прискорила утворення об'єднаних територіальних громад.

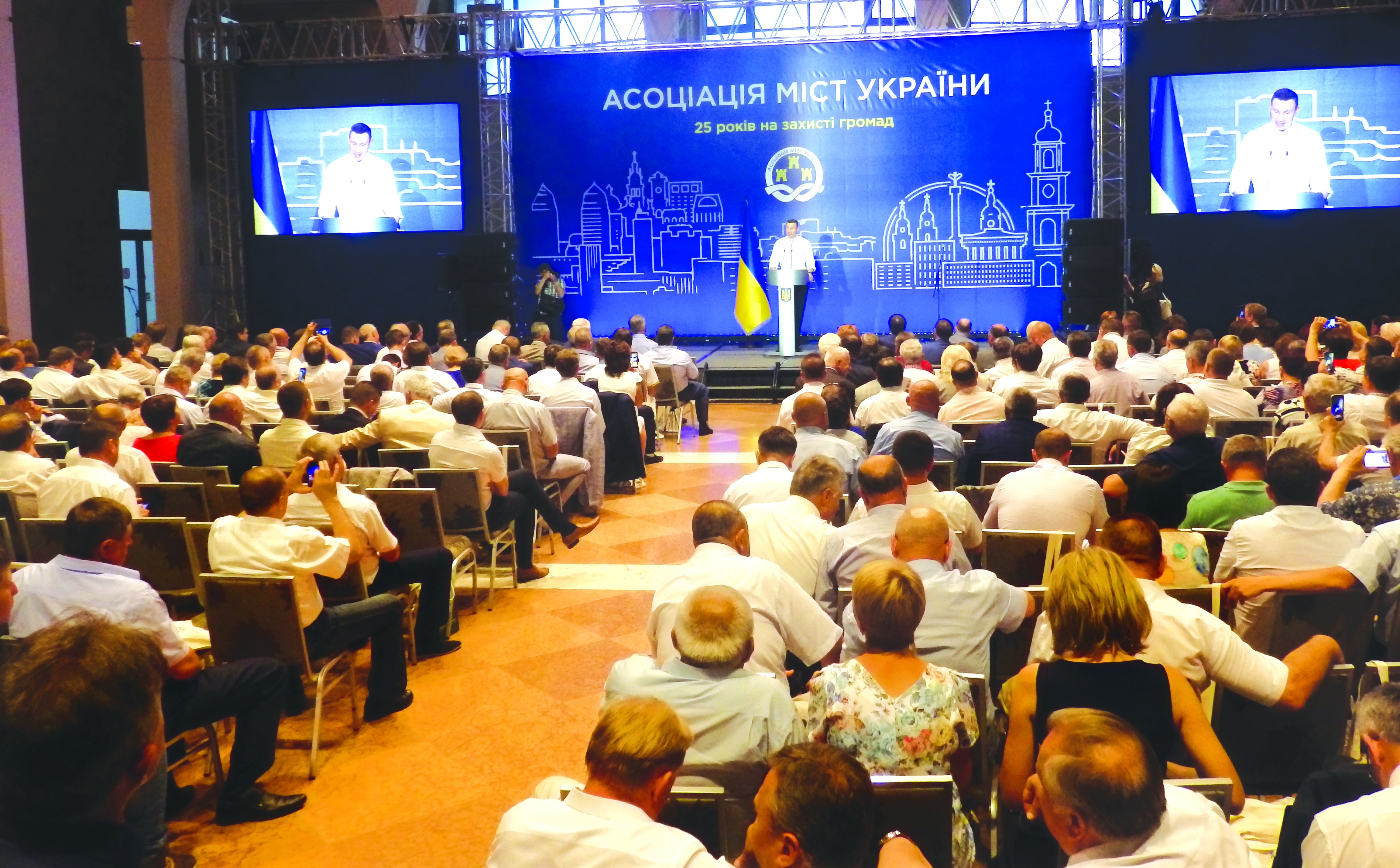
Святкування 25-річчя Асоціації міст України 30.06.2017

## Президенти АМУ
- 1992—1994 рр. — Валерій Пустовойтенко
- 1994 — січень 1995 р. — Віктор Меркушов
- 1995 — січень 1997 р. — Євген Кушнарьов
- 1997 — квітень 1998 р. — Володимир Мороз
- 1998 — листопад 1999 р. — Володимир Олійник
- 1999 — травень 2006 р. — Олександр Омельченко
- 2006 — грудень 2012 р. — Іван Куліченко
- 2012 — січень 2016 р. — Юрій Вілкул
- від 23 січня 2016 р. — Віталій Кличко, теперішня посада — Голова Асоціації міст України.

## Виконавчі директори АМУ
- 1995—2017 р. — Мирослав Пітцик
- від 2017 р. — Олександр Слобожан

## Діяльність АМУ
Асоціація міст України:

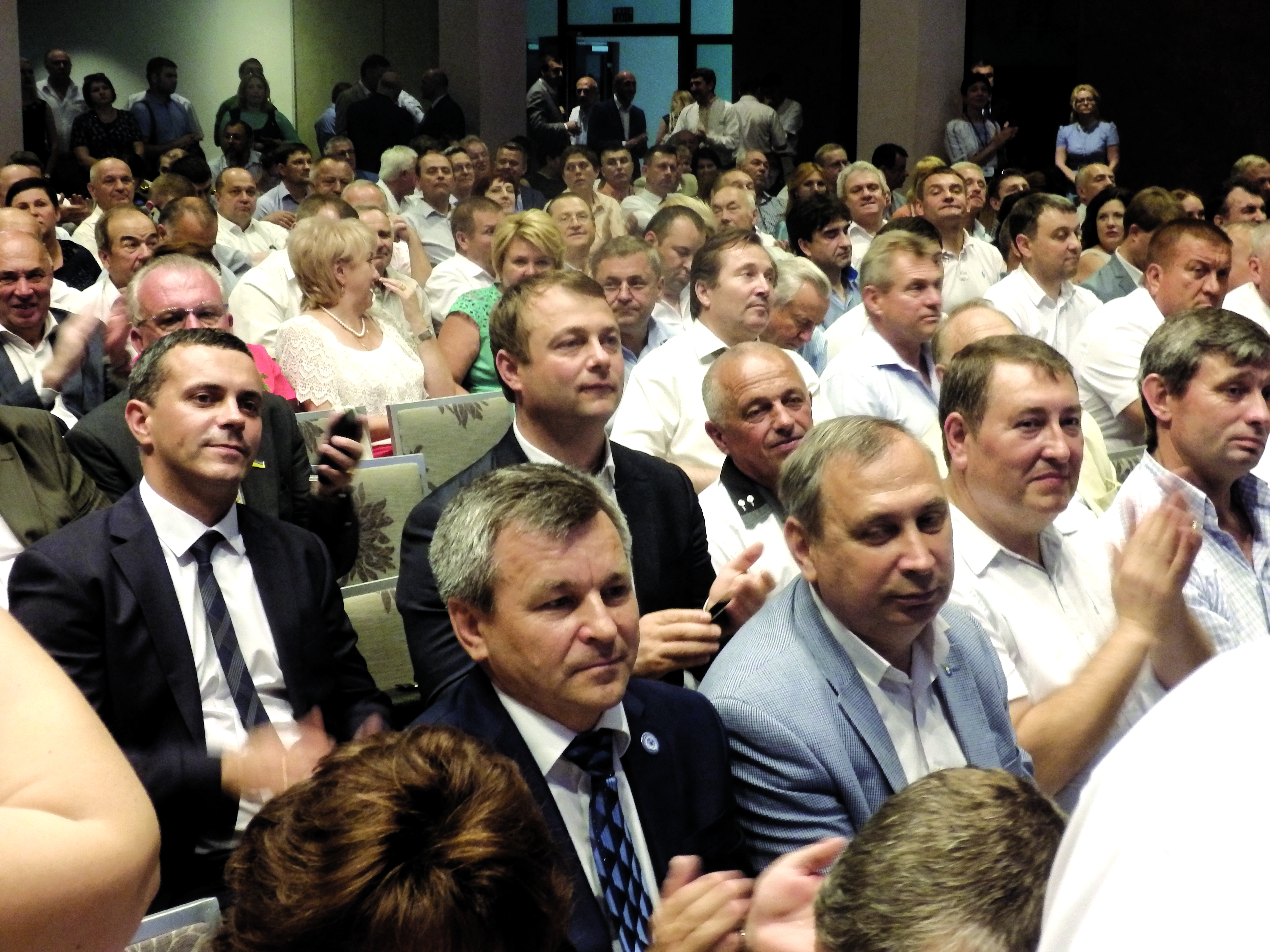
Асоціація міст України. Голови територіальних громад

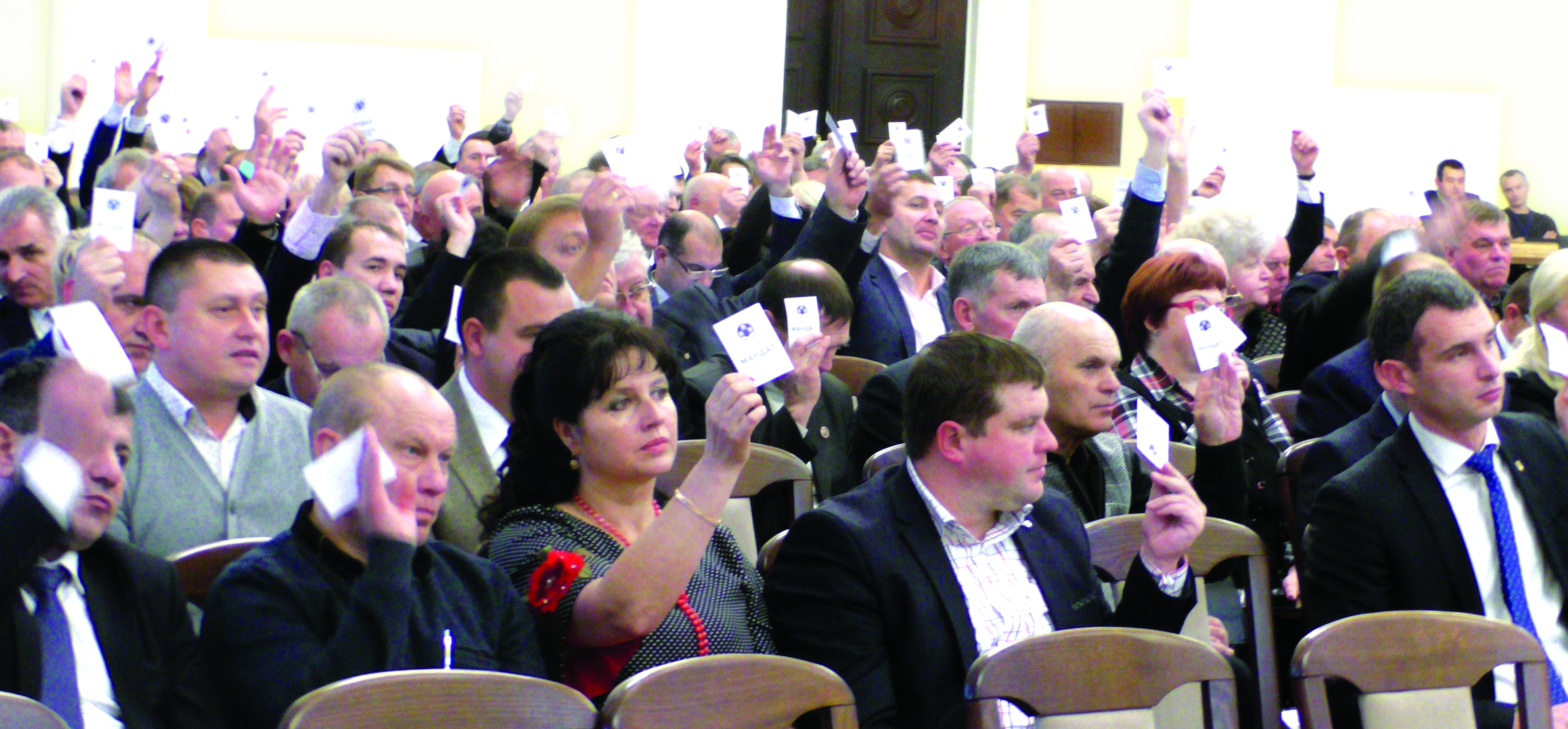
Асоціація міст України. Голови територіальних громад

- бере участь у формуванні законодавчої бази місцевого самоврядування; здійснює аналітичну, моніторингову, дослідницьку діяльність, організовує професійне та громадське обговорення проектів законодавчих актів з питань місцевого і регіонального розвитку;
- працює над підвищенням кваліфікації та проводить практичне навчання службовців місцевого самоврядування, депутатів місцевих рад;
- надає консультативну та правову допомогу своїм членам;
- поширює інформацію про проблеми місцевого самоврядування, шляхи їх вирішення, популяризує реформу місцевого самоврядування;
- сприяє обміну досвідом та кращими практиками муніципального управління та розвитку;
- збирає та узагальнює муніципальну статистику;
- проводить соціологічні дослідження з актуальних питань діяльності місцевого самоврядування;
- опікується місцевим економічним розвитком та підвищенням інвестиційної привабливості громад;
- сприяє забезпеченню рівних прав та можливостей жінок і чоловіків;
- налагоджує побратимські відносини між українськими містами та муніципалітетами інших країн;
- співпрацює з міжнародними організаціями та проектами, що діють у сфері зміцнення місцевої демократії та розвитку місцевого самоврядування.

## Міжфракційне депутатське об'єднання «За розвиток місцевого самоврядування»
За ініціативи Асоціації міст України для забезпечення захисту інтересів місцевого самоврядування в парламенті у 2012 році було започатковано Міжфракційне депутатське об'єднання «За розвиток місцевого самоврядування» (МДО). Після парламентських виборів 2014 року до складу МДО увійшли 35 народних депутатів, які мають досвід роботи в органах місцевого самоврядування.

## Видання АМУ
Видання АМУ розповсюджуються серед її членів, органів державної влади, в наукових інституціях, що займаються муніципальним управлінням.
Періодичні видання:
- «Вісник Асоціації міст України» (щомісячне видання, виходить з 2001 року)
- «Місцеве самоврядування в Україні» (щорічне видання, виходить з 2010 року)

Кращі практики
- «Кращі практики місцевого самоврядування» (щоквартальне видання 2005—2015 років)
- «Книга успіхів. Короткі історії про те, як децентралізація впливає на життя громад» (щоквартальне видання, виходить з 2016 року)
- «Маршрути успіхів. Кращі практики місцевого самоврядування» (щорічне видання, виходить з 2018 року)
- «Міста, дружні до дитини. Кращі практики та ідеї» (2018 рік)
- «Молодь і громада: зміни заради майбутнього» (2019 рік)

Посібники
- Серія навчальних посібників для посадових осіб місцевого самоврядування (2015 рік):
  - «Місцеві ініціативи та залучення громадськості до здійснення місцевого самоврядування»
  - «Надання адміністративних послуг у муніципальному секторі»
  - «Фандрейзинг»
  - «Енергоефективність у муніципальному секторі»
  - «Планування та управління фінансовими ресурсами територіальної громади»
  - «Планування розвитку територіальних громад»
- «Рекомендації з підготовки проектів розвитку територіальних громад» (2016 рік)
- «Формування спроможних територіальних громад. Практичний посібник» (2017 рік)
- Навчальний посібник для депутатів місцевих рад об'єднаних територіальних громад (2017 рік)
- Практичний посібник «Передача земель сільськогосподарського призначення державної власності за межами населених пунктів у власність об'єднаних громад» (2018 рік)
- «Добровільне приєднання до територіальних громад міст обласного значення. Методичні рекомендації та зразки документів» (2018 рік)
- «Здійснення органами місцевого самоврядування контролю за додержанням законодавства про працю. Методичні рекомендації» (2018 рік)

## Цитати
- «Тепер органи місцевого самоврядування є мозковим центром, де планується і забезпечується стратегія розвитку. Хочу подякувати Асоціації міст України, її експертам за величезну роботу у сфері місцевого самоврядування» — Петро Порошенко, Президент України.

- «За 3-5 років держава має всі шанси побудувати міцну економіку з розвинутою інфраструктурою. У цьому контексті важливий постійний діалог, і я радий, що Секретаріат Прем'єр-міністра, міністерства і Асоціація міст України, її виконавча дирекція перебувають у постійному діалозі» — Володимир Гройсман, Прем'єр-міністр України.